# Het visioen van de heilige Petrus Nolascus met de gekruisigde apostel Petrus
Het visioen van de heilige Petrus Nolascus met de gekruisigde apostel Petrus (Spaans: Aparición del Apóstol San Pedro a San Pedro Nolasco) is een schilderij van Francisco de Zurbarán uit 1629. Sinds 1821 maakt het deel uit van de collectie van het Museo del Prado in Madrid.

## Petrus Nolascus en de mercedariërs
Gedurende een groot deel van de Middeleeuwen waren christenen en moslims met elkaar in oorlog op het Iberisch schiereiland en in andere delen van Zuid-Europa. Aan beide zijden werden daarbij veel gevangenen gemaakt, waarvoor losgeld gevraagd kon worden. Petrus Nolascus trok zich het lot van mensen in Moorse gevangenschap aan en stichtte in 1218 een kloosterorde die zich tot doel stelde zo veel mogelijk christenen te bevrijden: de orde van de mercedariërs.
Over het leven van Petrus Nolascus is weinig met zekerheid te zeggen; de vroegste verslagen over zijn leven verschenen zo'n 200 jaar na zijn dood in 1256. Het staat vast dat hij zich als jongeman aan het hof van Jacobus I van Aragón in Barcelona bevond, van daaruit zijn werkgebied uitbreidde en zo in staat was vele honderden slaven te bevrijden. Onder Urbanus VIII werd hij op 30 september 1628 zalig verklaard.
Petrus Nolascus was in 1248 aanwezig bij de bevrijding van Sevilla door Ferdinand III van Castilië. Hij drong er bij de koning op aan een klooster van zijn orde te stichten in de stad, waaraan de vorst een jaar later gehoor gaf. In het begin van de zeventiende eeuw werd het middeleeuwse klooster gesloopt en vervangen door de gebouwen die tegenwoordig het Museum voor Schone Kunsten herbergen. Op 29 augustus 1628 bestelde Juan de Herrera, leider van het klooster, bij Zurbarán 22 schilderijen die de galerijen van het buxusklooster (Claustro de Bojes) moesten sieren. De schilder, die werd bijgestaan door assistenten, moest deze schilderijen binnen een jaar leveren. Hij bleek niet in staat aan deze opdracht te voldoen, al is niet meer na te gaan hoeveel schilderijen hij uiteindelijk heeft afgeleverd. In verschillende musea bevinden zich tegenwoordig tien schilderijen die waarschijnlijk deel uitmaakten van de cyclus.

## Voorstelling
In de levensbeschrijvingen van Petrus Nolascus worden twee visioenen beschreven, een van Petrus en een van het hemelse Jeruzalem. Petrus zou aan de heilige zijn verschenen toen deze graag naar het graf van de apostel wilde reizen in Rome, maar hiertoe niet in staat was. In drie opeenvolgende nachten troostte Petrus hem en spoorde hem aan in Spanje te blijven waar hij een belangrijke bijdrage leverde aan de verspreiding van het geloof. Tijdens de derde nacht verscheen Petrus daarbij zoals hij gestorven was, ondersteboven gekruisigd.
Zurbarán schilderde het visioen, het eerste werk uit de serie, waarschijnlijk aan de hand van een gravure die een paar jaar eerder gemaakt was. Zurbaráns hand is duidelijk te herkennen in het prachtige witte gewaad en de versmelting van de goddelijke en menselijke wereld. Petrus Nolascus is geschilderd als een jonge man die geknield zit en oogcontact maakt met de apostel Petrus, die omgeven wordt door een wolk van licht. Een opvallend detail zijn Petrus' ogen, die uitpuilen door de hoge bloeddruk in zijn hoofd.

## Herkomst
- voor 1808: de mercedariërs verkopen het schilderij aan Manuel López Cepero.
- 1823: gift aan Ferdinand VII in ruil voor een portret van Velázquez.
- het schilderij wordt onderdeel van de collectie van het Prado.

## Afbeeldingen

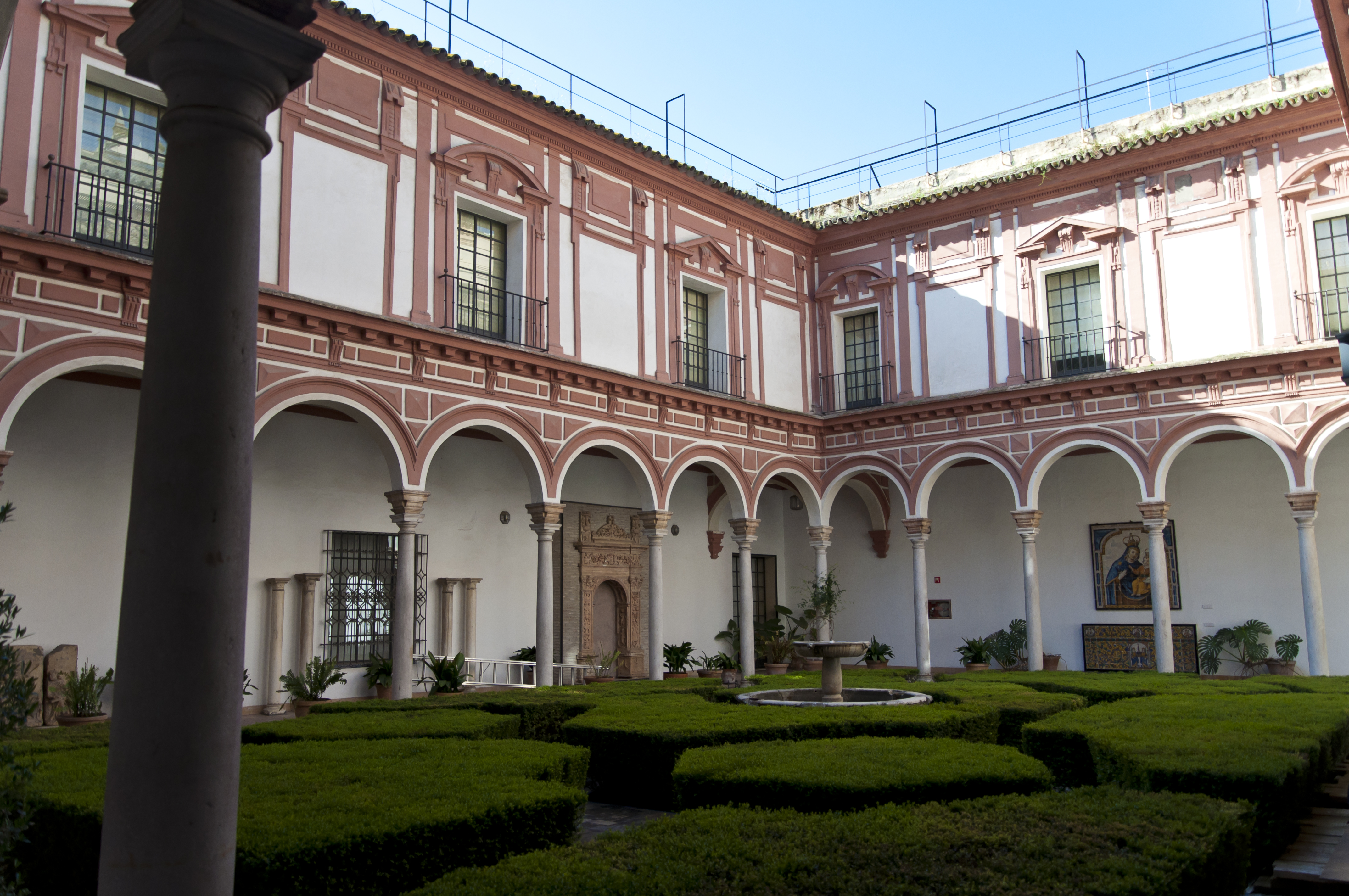
Het buxusklooster van het Museum voor Schone Kunsten in Sevilla
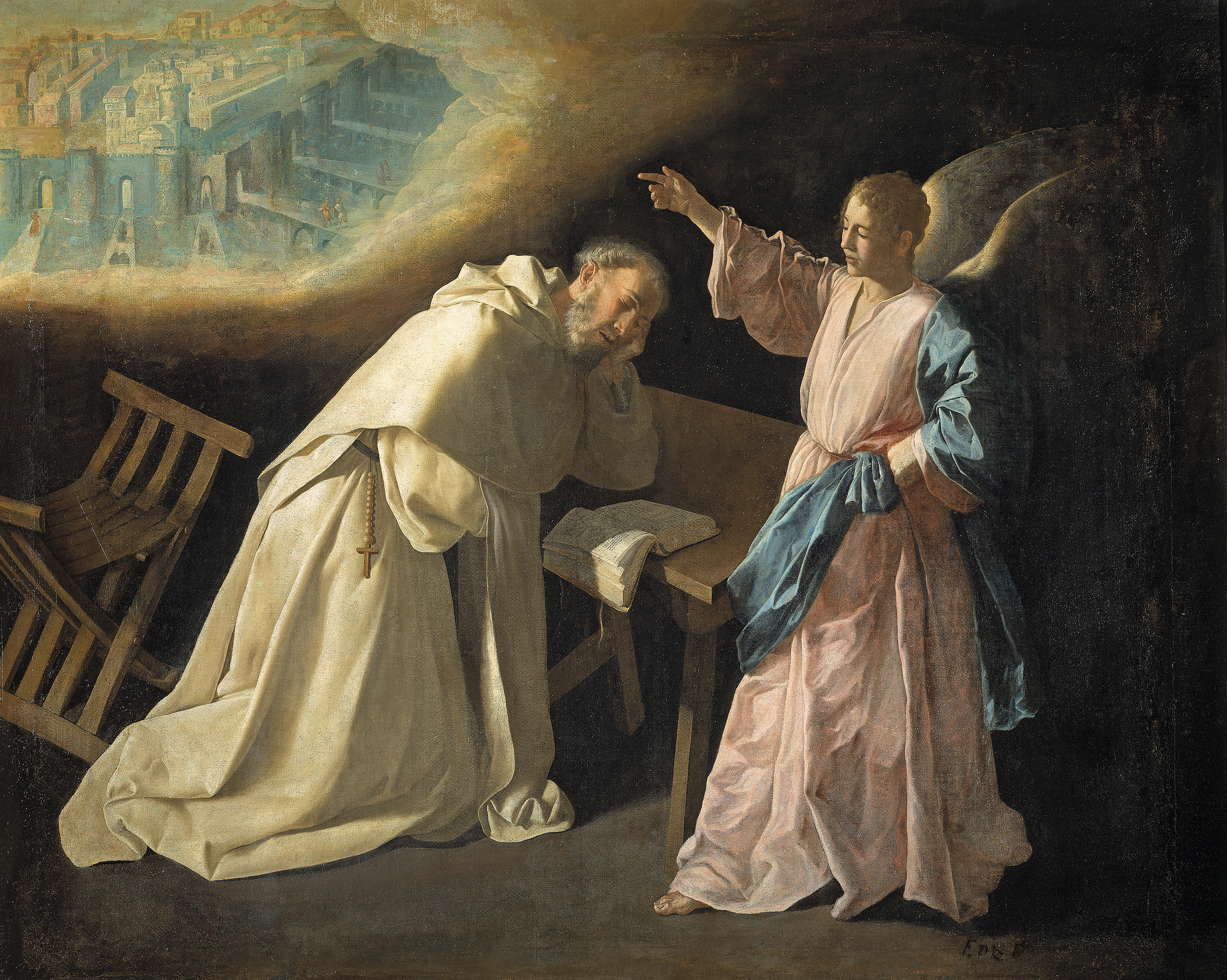
Het visioen van het hemelse Jeruzalem